# Karim Souchu
Karim Souchu, né le 30 mars 1979 à Senlis, dans l'Oise, est un joueur français de basket-ball, évoluant au poste d'ailier ou d'arrière.

## Biographie
En octobre 2021, Karim Souchu devient sélectionneur de l'équipe de France masculine de basket-ball à trois.

## Carrière
- 1997 - 1999 :  Jeanne d'Arc Dijon Bourgogne (Espoirs et Pro A)
- 1999 - 2003 :  Université de Furman (NCAA)
- 2003 - 2005 :  ASVEL Lyon-Villeurbanne (Pro A)
- 2005 :  Liège Basket (Division 1)
- 2005 - 2007 :  Liège Basket (Division 1)
- 2007 - 2008 :  AEL Limassol (Division A)
- 2008 - 2009 :  Chorale de Roanne (Pro A)
- 2009 - 2011 :  Limoges CSP (Pro B puis Pro A)
- 3 nov. - 26 déc. 2011  :  Chorale de Roanne (Pro A)
- 22 fév. - 24 avr. 2012 :  STB Le Havre (Pro A)
- 2012 - 2013 :  Cholet Basket (Pro A)
- 2013 - décembre 2014 :  Poitiers Basket 86 (Pro B)
- Janvier 2015-mai 2015 :  SLUC Nancy (Pro A)

Équipe de France :
- 2012 : Sélection en équipe de France 3x3 et participation au championnat du monde en Grèce
- 2004 : Sélection en équipe de France A’
- 1998 : Sélection en équipe de France U22 et participation au championnat d’Europe

## Palmarès
- 2013-2014 : Finaliste Pro B
- 2012-2013 : Participation au concours à 3 points du All-Star Game français
- 2012-2013 : Meilleur shooteur à 3pts du championnat PRO A
- 2012 : Médaillé d’argent  au Championnat du monde 3x3 en Grèce
- 2010-2011 : Finaliste de la Coupe de France
- 2009-2010 : Finaliste Pro B
- 2007-2008 : Vainqueur de la Super Coupe de Chypre
- 2007-2008 : Vainqueur Coupe de Chypre
- 2006-2007 : Finaliste de la Coupe de Belgique
- 2002-2003 : Élu dans la première équipe de la Conférence All-Southern (USA)
- 2001-2002 : Élu dans la troisième équipe de la Conférence All-Southern (USA)
- 2001-2002 : Finaliste du tournoi final conférence All-Southern (USA)
- 2000-2001 : Élu dans la première équipe de la Conférence All-Southern (USA)
- 1999-2000 : Élu Freshman (première année) de l’année dans la Conférence All-Southern (USA
- 1998-1999 : Championnat d'Europe des moins de 22 ans avec la France
- 1998-1999 : MVP du Championnat espoir français